# Єнс Єнссон
Єнс Єнссон (дан. Jens Jønsson, нар. 10 січня 1993, Орхус) — данський футболіст, захисник клубу АЕК (Афіни) і національної збірної Данії.

## Клубна кар'єра
Вихованець клубу Орхус зі свого рідного міста. 2011 року він був включений до заявки основної команди і 4 грудня в матчі проти «Копенгагена» він дебютував у данській Суперлізі. 10 грудня 2012 року в поєдинку проти «Сількеборга» Єнс забив свій перший гол за клуб. Наразі провів за орхуську команду понад сто матчів у чемпіонаті.

## Виступи за збірні
2009 року дебютував у складі юнацької збірної Данії, взяв участь у 17 іграх на юнацькому рівні, відзначившись одним забитим голом.
Протягом 2012—2013 років залучався до складу молодіжної збірної Данії, ставши півфіналістом молодіжного чемпіонату Європи 2015 року, що дозволило данцям кваліфікуватись на футбольний турнір Олімпійських ігор. Загалом на молодіжному рівні зіграв в 17 офіційних матчах, забив 1 гол.
2016 року захищав кольори олімпійської збірної Данії на Олімпійських іграх 2016 року у Ріо-де-Жанейро.
| Дата       | Місто      | Господарі | Результат | Гості             | Турнір                               | Голи | Примітки |
| ---------- | ---------- | --------- | --------- | ----------------- | ------------------------------------ | ---- | -------- |
| 11-11-2020 | Бреннбю    | Данія     | 2 – 0     | Швеція            | товариський матч                     | -    |          |
| 15-11-2020 | Копенгаген | Данія     | 2 – 1     | Ісландія          | Ліга націй УЄФА 2020-2021 - 1-й етап | -    | 68'      |
| 28-3-2021  | Гернінг    | Данія     | 8 – 0     | Молдова           | Відбір до ЧС 2022                    | -    | 64'      |
| 12-11-2021 | Копенгаген | Данія     | 3 – 1     | Фарерські острови | Відбір до ЧС 2022                    | -    | 80'      |
| 15-11-2021 | Глазго     | Шотландія | 2 – 0     | Данія             | Відбір до ЧС 2022                    | -    | 56'      |
| Усього     |            | Матчів    | 5         |                   | Голів                                | 0    |          |

## Титули і досягнення
- Володар Кубка Туреччини (1):

«Коньяспор»: 2016-17
- Володар Суперкубка Туреччини (1):

«Коньяспор»: 2017
- Чемпіон Греції (1):

АЕК: 2022-23
- Володар кубка Греції (1):

АЕК: 2022-23